# Kościół św. Marcina w Paczynie
Kościół św. Marcina – rzymskokatolicki kościół znajdujący się w Paczynie przy ul. Wiejskiej.

## Historia
Stary kościół został wybudowany w XVII w. W 1679 wybudowano obok drewnianą dzwonnicę, która istnieje do dziś. 27 marca 1931 roku odprawiono w nim ostatnie nabożeństwo. Rozebrano go w 1931 roku.

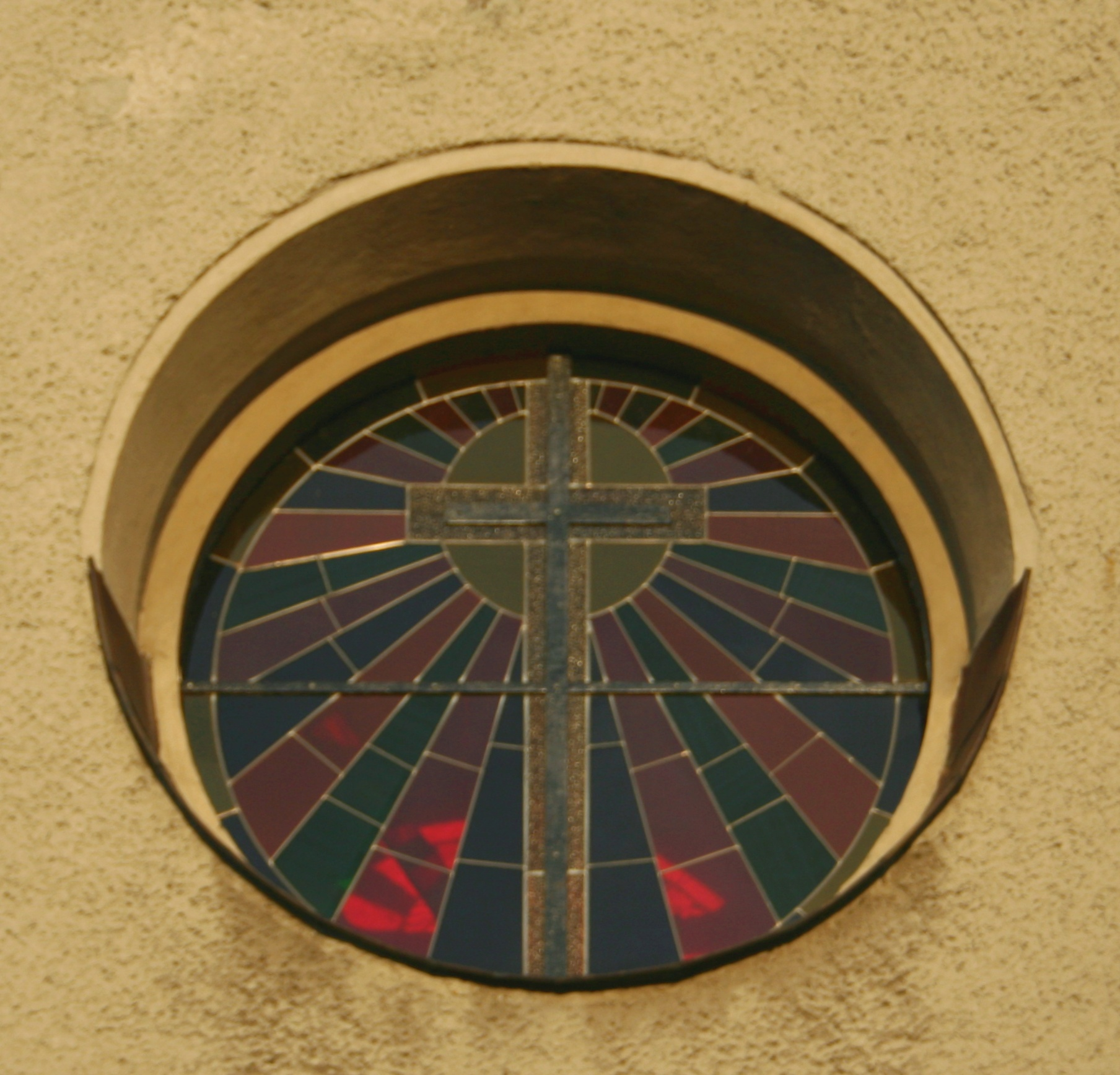
Witraż w nowym kościele

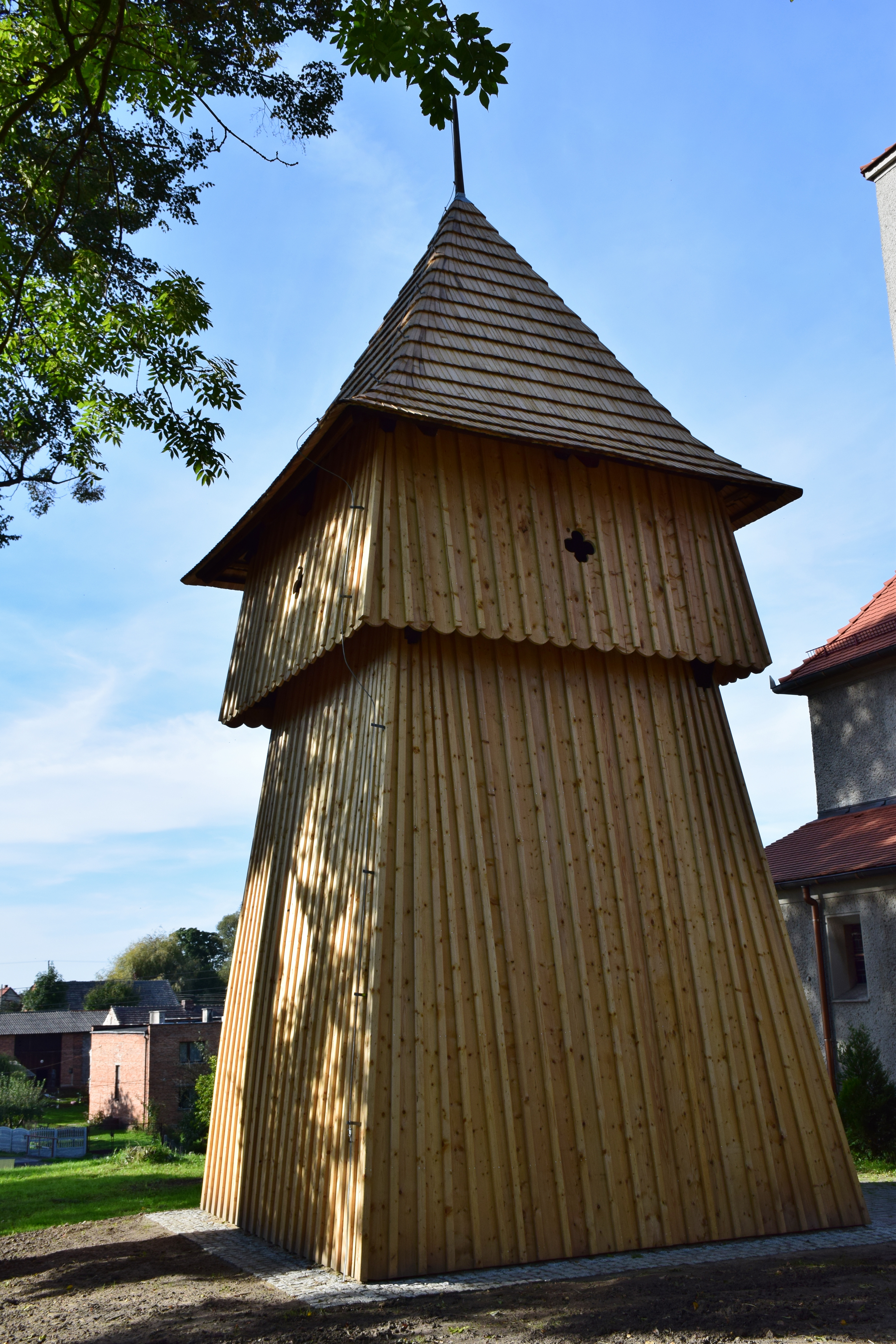
Drewniana dzwonnica, pozostałość po starym kościele

W tym samym roku wybudowano nowy kościół według projektu architekta Theodora Ehla. Został poświęcony 8 listopada 1931 roku przez kard. Adolfa Bertrama. Część wyposażenia pochodzi ze starej świątyni. 
Nawa główna nakryta jest dachem dwuspadowym, a nawy boczne – pulpitowym. Na zachodniej części kościoła jest wieża. Na dachu usytuowana jest ośmioboczna sygnaturka.

## Msze święte
Niedziele i święta: 7:00, 10:30
Dni powszednie: 7:00, 18:00